# Пансексуальність
Пансексуа́льність (від дав.-гр. Πάν, pan — все і лат. sexus — стать) — сексуальна орієнтація, що характеризується можливістю емоційного, романтичного (платонічного), еротичного (чуттєвого) або сексуального потягу до людей незалежно від їхньої гендерної ідентичності та біологічної статі. Пансексуали можуть називати себе гендерно-сліпими, стверджуючи, що гендер і стать не є визначальними факторами їх романтичного чи сексуального потягу до інших.
Пансексуальність іноді розглядається як власна сексуальна орієнтація або, в інших випадках, як відгалуження бісексуальності (оскільки потяг до всіх статей підпадає під категорію потягу до людей однієї та іншої статі), щоб вказати на відсутність гендерних переваг. Хоча пансексуальні особи відкриті до стосунків з людьми, які не ідентифікують себе як суто чоловіків чи жінок, і тому пансексуальність явно відкидає бінарність статі з точки зору обраної етимології, це жодним чином не є ознакою, притаманною виключно пансексуальності, її також можна знайти в широких визначеннях гомосексуальності, бісексуальності та асексуального спектру.

## Історія терміна
Пансексуальність також іноді називають «омнісексуальністю». Термін «омнісексуальність» може використовуватися для опису тих, кого «приваблюють люди всіх статей по всьому гендерному спектру», а термін «пансексуальність» - для опису тих самих людей або тих, кого приваблюють люди «незалежно від статі». Префікс pan- походить від давньогрецької πᾶν (пан), що означає «всі, кожен».
У 1878 році Машаду ді Ассіс, відомий бразильський письменник 19 століття, зробив одне з перших відомих на сьогоднішній день вживань португальською мовою терміна «омнісексуал» для своєї критики роману «O Primo de Basílio» Еса ді Кейроша. Рецензія була опублікована в тогочасній газеті «O Cruzeiro», яка 16 квітня 1878 року розмістила рецензію, підписану Елеазаром, псевдонімом Машаду ді Ассіса, на обкладинці газети. Машаду ді Ассіс класифікував натуралізм та відсутність сексуального фільтру, присутніх у романі, як «ремінісценції та алюзії на еротику, яку Прудон назвав би омнісексуальною та омнімодною (всесексуальною та всемодною)».
До ранніх людей, які виявляли пансексуальні тенденції, належать Джон Вілмот і Фрідріх Шиллер. Хоча пізніше її приписували Шуламіт Фаєрстоун, гібридне слово «пансексуал» і «пансексуалізм» були вперше засвідчені в 1914 році (пишеться «пансексуалізм»), винайдені опонентами Зигмунда Фройда для позначення ідеї, «що статевий інстинкт відіграє головну роль у всій людській діяльності, психічній та фізичній». Термін був перекладений на німецьку як Pansexualismus в роботі Фрейда «Групова психологія та аналіз Его».. 

Слово пансексуал засвідчено як термін для позначення різноманітних потягів, поряд з омнісексуал (походить від латинського omnis, «весь») і більш раннім бісексуал, до 1970-х. Антологія Bi Any Other Name стверджує, що «пансексуальні люди були активно залучені до бісексуальної спільноти з 1970-х років.» Термін «пансексуальність» з'явився як термін для позначення сексуальної ідентичності або сексуальної орієнтації в 1990-х роках, «щоб описати бажання, які вже існували для багатьох людей». Соціальний психолог Ніккі Хейфілд стверджує, що цей термін на початку використовувався у спільнотах БДСМ.

Прапор пансексуалів

У 2010 році в блозі Tumblr був розміщений пансексуальний прапор для представлення пансексуальної спільноти. Його розробив Джаспер Варні. Кольори призначені для представлення привабливості та гендерного спектру: блакитний - для привабливості для чоловіків, рожевий - для привабливості для жінок, жовтий - для привабливості для небінарних людей.
Варіації пансексуалів починають з'являтися в опитуваннях, наприклад, «панквір», що поєднує в собі пансексуальність та квір, використовувався учасниками дослідження немедичних наслідків COVID-19.

## Порівняння з бісексуальністю та іншими сексуальними ідентичністями

### Поняття
Дослівне словникове визначення бісексуальності, завдяки префіксу бі-, означає сексуальний або романтичний потяг до двох статей (чоловіків і жінок), до двох статей (чоловіків і жінок), або потяг до обох людей. однієї статі та різної статі. На відміну від пансексуальності, бісексуальність не включає в себе потяг до людей, які не потрапляють під рамки ідеї гендерної та статевої бінарності.
Пансексуальність, однак, у складі префікса пан-, — це сексуальний потяг до особи будь-якої статі чи гендеру. Використовуючи ці визначення, пансексуальність визначається по-іншому шляхом прямого включення людей, які є інтерсексуальними або поза гендерною бінарністю. Отже, пансексуальність описується як «спосіб обійти подвійності та есенціалізм „бі“».
Деякі люди, що самоідентифікують себе як бісексуали, мають потяг до людей, які не є ні чоловіками, ні жінками як в плані їх біологічної статі, так і в плані їх гендерної ідентичності (наприклад, інтерсекс людей, транссексуалів, гендерквір та ін.) Причини через які такі індивідууми, що власне є пансексуалами, не асоціюють себе з пансексуальністю, можуть бути пов'язані з непоширеністю терміна та негативними конотаціями. Деякі визначають бісексуальність як «потяг до людей більш ніж однієї статі». Інші протиставляють «потяг до людей декількох статей» та «потяг незалежно від статі», притаманний пансексуальності.
Том 2 «Секс і суспільство» Кавендіша стверджує, що «хоча буквальне значення терміна можна інтерпретувати як «приваблення до всього», люди, які ідентифікують себе як пансексуали, зазвичай не включають парафілії, такі як зоофілія, педофілія та некрофілія, у своє визначення і що вони «підкреслюють, що термін “пансексуальність” описує лише добровільну сексуальну поведінку дорослих людей».
Визначення пансексуальності може підштовхнути до переконання, що це єдина сексуальна ідентичність, яка охоплює осіб, які чітко не вписуються в категорії чоловіка чи чоловіка, або жінки чи жінки. Однак бісексуальні люди та вчені можуть заперечувати проти уявлення про те, що бісексуальність означає сексуальний потяг лише до двох статей, стверджуючи, що оскільки «бісексуальність» означає не лише потяг до двох статей, а також охоплює потяг до різних статей, він включає потяг до більш ніж двох статей. Стать вважається складнішою, ніж стан своєї статі, оскільки стать включає генетичні, гормональні, екологічні та соціальні фактори. Крім того, термін «бісексуал» іноді визначається як романтичний або сексуальний потяг до кількох статей. Центр бісексуальних ресурсів, наприклад, визначає бісексуальність як «загальний термін для людей, які визнають і шанують свій потенціал сексуального та емоційного потягу до більш ніж однієї статі», тоді як Американський інститут бісексуальності стверджує, що термін «бісексуальний» «є відкритим і всеохоплюючим терміном для багатьох типів людей із одностатевими та різностатевими потягами» і що «наукова класифікація бісексуалів стосується лише фізичної та біологічної статі залучених людей, а не гендерної презентації».
Вчений Ширі Айснер стверджує, що такі терміни, як «пансексуал», «омнісексуал», «полісексуал», «квір» тощо, використовуються замість терміна «бісексуал», оскільки «бісексуальність, як стверджується, є гендерним бінарним, а отже репресивним словом» і що «великі дебати продовжуються та розвиваються між бісексуальними трансгендерами та гендерквірами, з одного боку, та недвоідентифікованими трансгендерами та гендерквірами, з іншого». Айснер стверджує, що «звинувачення в бінаризмі мають мало спільного з фактичними атрибутами бісексуальності або поведінкою бісексуальних людей у реальному житті» і що ці звинувачення є політичним методом розділення рухів бісексуалів і трансгендерів через тих, хто вважає, що бісексуальність ігнорує або стирає видимість трансгендерів і гендерквір людей.
Американський інститут бісексуальності стверджує, що «такі терміни, як «пансексуал», «полісексуал», «омнісексуал» і «амбісексуал», також описують людину з гомосексуальними та гетеросексуальними потягами, і тому люди з цими ярликами також є бісексуальними», і що «замінивши префікс bi – (два, обидва) з пан- (всі), полі- (багато), омні- (усі), амбі- (обидва, і в даному випадку передбачає двозначність), люди, які приймають ці ярлики, прагнуть чітко висловити той факт, що стать не є фактором у свою власну сексуальність», але «проте це не означає, що люди, які ідентифікують себе як бісексуали, зациклені на статі». Інститут вважає, що ідея про те, що ідентифікація як бісексуальна підсилює фальшиву гендерну бінарність, «сягає своїм корінням у антинаукову, антипросвітницьку філософію, яка за іронією долі знайшла місце на багатьох кафедрах дивних досліджень в університетах по всьому англомовному світу», і що, «хоча це правда, що мова і термінологія нашого суспільства не обов'язково відображають повний спектр гендерного розмаїття людини, це навряд чи є провиною людей, які вирішили ідентифікувати себе як бісексуалів... Латинський префікс bi- дійсно вказує на два або обидва, однак «обидва», зазначені в слові «бісексуал», - це лише гомосексуальні (тобто однієї статі) і гетеросексуальні (тобто різної статі)». Інститут стверджує, що гетеросексуальність і гомосексуальність, навпаки, «визначаються межею між двома статями/гендерами. Враховуючи ці фундаментальні факти, будь-яка критика бісексуальності як зміцнення гендерної бінарності є недоречною. З часом уявлення нашого суспільства про людську стать і гендер цілком може змінитися».

#### Напруга з бісексуалами
Бісексуали часто борються з міфами та хибними уявленнями щодо визначення бісексуальності, такими як ідея про те, що бісексуальність відповідає гендерній бінарності (таким чином виключаючи потяг до небінарних осіб) або виключає потяг до транслюдей загалом. Це іноді створює напругу між бісексуалами та пансексуалами, оскільки пансексуали часто вважають себе більш інклюзивними для більш широкого кола статей. Дослідження Journal of Bisexuality 2022 року свідчить про те, що більшість жінок, які вважають себе пансексуальними або дивними, визначили бісексуальність як обмежену потягом до цисгендерних чоловіків і жінок і критикували бісексуальність як посилення традиційної гендерної бінарності. Однак бісексуальні жінки визначали бісексуальність як потяг до двох або більше, або «подібних чи несхожих» статей, описували бісексуальність як потяг до всіх статей і повідомляли про негативні психологічні наслідки в результаті дебатів навколо гендерної інклюзивності бісексуалів.
В іншому дослідженні Ешлі Ґрін зазначила, що пансексуальні учасники прагнули підтвердити свою ідентичність як пансексуальну, протиставляючи її бісексуальності, часто говорячи про бісексуальність як про нижчу за пансексуальність, насамперед тому, що, на їхню думку, вона виключає осіб, які не ідентифікують себе в межах гендерної бінарності, деякі висловлюють дуже негативні почуття до бісексуальних людей і позиціонують «пансексуальність як вищу ідентичність внаслідок її інклюзивності, демонізуючи бісексуальних людей як трансфобів, якщо вони не ідентифікують себе як пансексуалів, коли їм повідомляють, що існує “краща” ідентичність». Грін зазначає, що це не враховує великий відсоток трансгендерних і небінарних людей, які також ідентифікують себе як бісексуалів, і характеризує цих учасників як таких, що зробили свій внесок у довгу історію біфобії. Хоча деякі учасники позитивно відгукувалися про бісексуальність, описуючи визнання дійсності пансексуальності як залежне від визнання дійсності бісексуальності, Грін підсумовує: «Запозичуючи знайомі їм наративи, пансексуальні люди, опитані в цьому дослідженні, зміцнили есенціалістське розуміння ідентичності, незважаючи на їхні спроби деконструювати гендерні бінарності».
Дослідження 2017 року, опубліковане в Journal of Bisexuality, виявило, що коли бісексуали та пансексуали описували стать і визначали бісексуальність, «не було відмінностей у тому, як пансексуали та бісексуали ... обговорювали стать чи гендер», і що результати «не підтверджують стереотип, за яким бісексуали схвалюють бінарний погляд на стать, а пансексуали – ні».

### Парасольковий термін
Соціальний психолог Корі Фландерс сказав, що «бісексуальна парасолька» — це термін, який використовується для опису ряду сексуальних ідентичностей і спільнот, які виражають потяг до різних статей, часто групуючи разом тих, хто ідентифікує себе як бісексуалів, пансексуалів, диваків і мінливих, а також інших ідентичності. Термін стикається з проблемами збалансування інклюзивності та згуртованості, де, з одного боку, термін може об’єднати багато різних ідентичностей і зібрати їхній досвід, а з іншого, він може призвести до надто великої кількості підгруп і виключити тих, хто ототожнюється з більш ніж одна сексуальна ідентичність.
Термін «пансексуальність »іноді використовується як синонім «бісексуальності», і, подібним чином, люди, які ідентифікують себе як бісексуали, можуть «відчувати, що стать, біологічна стать і сексуальна орієнтація не повинні бути центром у потенційних [романтичних/сексуальних] стосунках». Крім того, «пансексуальність» часто використовується в поєднанні з «бісексуальністю», що може викликати труднощі у вивченні відмінностей і схожості в досвіді між тими, хто ідентифікує себе як пансексуал, і тими, хто ідентифікує себе як бісексуал, а не пансексуал. В одному дослідженні, що аналізує сексуальні ідентичності, описані як альтернативні терміни для ярликів бісексуалів або бісексуалів, «половина всіх респондентів, які вважають себе бісексуалами та бісексуалами, також обрали альтернативні ярлики, такі як «квір», «пансексуальність», «пансенсуал», «полівірний», «амбісексуальний», «полісексуальний» або персоналізований ідентичності, такі як «байк» або «біфілія»». У дослідженні 2017 року ідентифікація себе як пансексуала виявилася «найбільш привабливою для негетеросексуальних жінок і осіб, які не є статевими особами». Полісексуальність подібна до пансексуальності за визначенням, що означає «охоплення більш ніж однієї сексуальності», але не обов’язково охоплює всі сексуальності. Це відрізняється від поліаморії, що означає кілька інтимних стосунків одночасно з відома та згоди всіх учасників.
Статева текучість відрізняється від флюїдності статі. Сексуальна флюїдність — це концепція, яка описує, як сексуальна ідентичність людини може змінюватися, і може змінитися в будь-який час. Американський інститут бісексуальності заявив, що термін «флюїдний» «виражає той факт, що баланс між гомосексуальними та гетеросексуальними потягами людини існує в стані течії та змінюється з часом».
Айснер стверджує, що «ідея бісексуальності як парасолькового терміну може підкреслювати різноманітність ідентичностей, форм бажання, життєвого досвіду та політики», і «протистояти єдиному стандарту» визначення парасолькових бісексуальних ідентичностей і спільнот, включаючи пансексуальність і пансексуалів. Айснер також каже, що слід включати лише тих, хто хоче потрапити під бісексуальну парасольку. Термін «плюрисексуальність» використовується соціальним психологом Ніккі Гейфілд замість бісексуальності як загальний термін «для охоплення додаткових ідентичностей, пов’язаних із потягом до кількох статей», а також стосується конкретних ідентичностей, таких як «бісексуальність», «асексуальність» і «пансексуальність».
На відміну від ідеї бісексуальної парасольки, вчені Крістофер Білоус і Мелісса Бауман пропонують вважати пансексуальність більш загальним терміном, ніж бісексуальність, стверджуючи, що оскільки пансексуальність часто визначається ширше, ніж бісексуальність, бісексуальність може існувати під парасолькою «пансексуальні орієнтації». Вони зазначили, що необхідні додаткові дослідження, щоб з’ясувати, який із двох термінів може бути більш доречним як загальний термін. Вчений Емілі Прайор ставить під сумнів використання бісексуальності як загального терміну, зазначаючи, що «просто немає емпіричних доказів», щоб визначити, чи може бісексуальність ефективно діяти як парасольковий термін. Соціальний психолог Джой Свон стверджує, що включення інших орієнтацій під парасольку бісексуалів сприяє невидимості бісексуалів, невидимості для інших сексуальностей, і припускає, що «всі або більшість бісексуалів згодні з тим, щоб їх класифікували» під парасолькою бісексуалів.

## Демографія
Опитування Harris Poll 2016 року серед 2000 дорослих США, проведене на замовлення GLAAD показало, що серед 18-34-річних приблизно 2% вважають себе пансексуалами і приблизно 1% у всіх інших вікових групах. 2017 року 14% вибірки з 12 000 ЛГБТ- молоді віком від 13 до 17 років визнали себе пансексуалами в опитуванні кампанії з прав людини / Університету Коннектикуту.
За даними Національного центру трансгендерної рівності, 25% американських трансгендерів вважають себе бісексуалами. Одне дослідження, проведене в Новій Зеландії у 2019 році серед репрезентативної на національному рівні групи бісексуалів і пансексуалів, виявило, що молодші, гендерно різноманітні маорі частіше ідентифікують себе як пансексуали, ніж бісексуали. Опитування IPSOS 2021 року показало, що Сполучені Штати були країною з найвищим відсотком пансексуалів.

## Пансексуальні та панромантичні дні
Існує два основних періоди усвідомлення ЛГБТ для пансексуалів і панромантиків. Одним із них є щорічний «День поінформованості про пансексуальність і панромантику» (24 травня), який вперше відзначається у 2015 році, щоб поширити обізнаність і відзначити пансексуальність і панромантику. Ще один – «День пансексуальної гордості», який відзначають кожного 8 грудня.

## Пояснення
1. ↑  Іншим раннім визначенням було «пронизування всієї поведінки та досвіду сексуальними емоціями».[21]

## Зовнішні посилання
Вікісховище має мультимедійні дані за темою: Пансексуальність